# 蒙特圣马蒂诺
蒙特圣马蒂诺（義大利語：Monte San Martino）是意大利马切拉塔省的一个市镇。总面积18平方公里，人口799人，人口密度44.4人/平方公里（2009年）。ISTAT代码为043032。

## 體育
蒙特圣马蒂诺有一支足球隊和一支五人制足球的取悅既起到一個總冠軍。

## 學校
全村有三所學校：一所幼兒園，一所小學和一所中學，所有三個在一起有大約一百個學生，該班有較少的學生。